# Madder Mortem
Madder Mortem est un groupe de metal avant-gardiste et progressif norvégien, originaire de Nord-Odal, Hedmark. Il est formé en 1993 sous le nom de Mystery Tribe. Le groupe change de nom pour Madder Mortem, et publie une démo intitulée Misty Sleep en 1997. 
Madder Mortem signe au label britannique Misanthropy, puis publie l'album Mercury en février 1999. Après trois nouveaux albums entre 2000 et 2008, leur nouveau label, Peaceville Records, publie l'album Eight Ways en mai 2009. Près de sept ans plus tard, en 2016, Madder Mortem publie un nouvel album intitulé Red in Tooth and Claw.

## Biographie

### Débuts (1993–1999)
Le groupe est initialement formé en 1993 sous le nom de Mystery Tribe, pour une session de démos intitulée Days in Sorrow. À cette période, le groupe comprend la chanteuse Agnete M. Kirkevaag, les guitaristes BP M. Kirkevaag et Christian Ruud, le bassiste Boye Nyberg, et le batteur Sigurd Nielsen. 
Le groupe change de nom pour Madder Mortem, et publie une démo intitulée Misty Sleep en 1997. Elle est enregistrée aux Gordon Studios aux côtés de l'ingénieur-son Thomas Sørlie, et limitée à seulement 500 exemplaires. Henning Ramseth et Rune Myklevik enregistrent ensuite une nouvelle session de démos en janvier 1998 aux Space Valley Studios. Madder Mortem signe au label britannique Misanthropy, puis publie l'album Mercury en février 1999. Cependant, à cause du manque d'intérêt de Misanthropy porté pour leur album, le groupe se scinde en deux en automne 1999, mais Ruud, Nyberg et Nielsen se regroupent peu de temps après avec trois nouveaux membres : le guitariste Eirik Ulvo Langnes, le bassiste Pål Mozart Bjørke, et le batteur Mads Solås. 

### DeAll Flesh is GrassàEight Ways(2000–2009)
La nouvelle formation enregistre une démo en 2000, qui attire l'intérêt du label allemand Century Media Records. À cette période, le groupe enregistre son deuxième album studio, All Flesh is Grass, publié en 2001. Il est enregistré au Studio Underground de Västerås, en Suède, avec le producteur Pelle Saether, et les morceaux au violon sont joués par Lennart Glenberg-Eriksson. La suite à l'album, intitulée Deadlands, est elle aussi enregistrée au Studio Underground, entre le 20 mai et le 13 juin 2002, puis annoncée pour le 21 octobre 2002. Madder Mortem se lance dans une tournée européenne avec Opeth entre février et mars 2003. Le groupe se fracture en août 2003, après le départ du guitariste Eirik Ulvo Langnes et du bassiste Pål Mozart Bjørke. Ils sont remplacés le mois suivant par le guitariste Odd Eivind Ebbesen et le bassiste Tormod Langøien Moseng. Le groupe part aux Space Valley Studios, hors de Hamar, en mai 2004 afin d'enregistrer un nouvel album studio, intitulé Desiderata. Le mixage audio de ce nouvel album, est effectué en septembre 2004 au Studio Fredman de Gothenburg, et masterisé au Strype Audio d'Oslo. 
En 2005, ils sont annoncés au Hamar Metal Festival en Norvège. Le groupe signe au label Peaceville Records en mi-2005, et publie l'album Desiderata en mars 2006. Ils publient aussi un single téléchargeable, My Name is Silence en mai 2006, avec les démos réenregistrées All for You et Winterview. Cette même année, Agnete M. Kirkevaag participe à l'album Last Conversation of the Severed Heads du groupe Lucid Moon. Madder Mortem est annoncé à la tournée X-mas Festivals prévue pour le 8 décembre 2008 à Berlin, mais elle est annulée. Peaceville Records publie l'album Eight Ways en mai 2009. Arnfinn Moseng réalisera une vidéo promotionnelle de la chanson Armour,.

### EP etRed in Tooth and Claw(depuis 2010)
En 2010, le groupe publie l'EP Where Dream and Day Collide, qui atteint la 32e place des classements grecques. Il est publié en mai 2011 en Amérique du Nord. Toujours en 2010, le groupe se sépare du guitariste Odd Eivind Ebbesen et le replace par Patrick Scantlebury. Ils se séparent de Scantlebury, et annoncent être à la recherche d'un nouveau guitariste en janvier 2013. Après une pause, le groupe annonce à la fin de 2014 l'écriture d'un nouvel album.
En mars 2016, le groupe signe avec le label Dark Essence Records, et annonce son sixième album pour cette même année, intitulé Red in Tooth and Claw. Le mastering de l'album s'est terminé en janvier 2016.

## Membres

### Membres actuels
- Agnete M. Kirkevaag - chant (depuis 1993)
- BP M. Kirkevaag - guitare, chant additionnel (depuis 1993)
- Mads Solås - batterie (depuis 1999)
- Tormod Langøien Moseng - basse (depuis 2013)
- Richard Wikstrand − guitare (depuis 2014)

### Anciens membres
- Odd Eivind Ebbesen − guitare (2003–2010)
- Christian Ruud − guitare (1993–1999)
- Boye Nyberg − basse (1993–1999)
- Sigurd Nilsen − batterie (1996–1999)
- Eirik Ulvo Langnes − guitare (2000–2003)
- Paul Mozart Bjørke − guitare basse, chœurs (2000–2003)
- Patrick Scantlebury − guitare (2010–2014)

## Discographie
- 1999 : Mercury
- 2001 : All Flesh is Grass
- 2003 : Deadlands
- 2006 : Desiderata
- 2009 : Eight Ways
- 2016 : Red in Tooth and Claw
- 2018 : Marrow

### Démos
- 1997 : Misty Sleep
- 1998 : Demo 98
- 2000 : Demo 2000

### Singles et EPs
- 2007 : My Name is Silence (single)
- 2010 : Where Dream and Day Collide (EP)